# Rhinitis atrophicans
Die Rhinitis atrophicans („Schnüffelkrankheit“) ist eine chronische Infektionskrankheit der Schweine, die durch Zerstörung (Atrophie) oder Verformungen der Nasenmuscheln gekennzeichnet ist und zu Atemnot führt. Es sind besonders Ferkel und Läufer in der Intensivtierhaltung betroffen, die Erkrankung wird durch Stress und Überbelegung gefördert und zählt zu den Faktorenkrankheiten. Die Rhinitis atrophicans ist ein Bestandsproblem.

## Ursachen
Die Rhinitis atrophicans wird vor allem durch toxinbildende Stämme von Pasteurella multocida verursacht. Häufig sind Begleitinfektionen durch Bordetella bronchiseptica und das Cytomegalievirus und mangelhafte Fütterungs- und Haltungsbedingungen an der Krankheitsentstehung beteiligt. Die Übertragung erfolgt als Tröpfcheninfektion.
Es wird auch diskutiert, dass der Infektion mit Bordetellen eine Rolle als Wegbereiter für die Infektion mit Pasteurella multocida zukommt. Im Tierversuch konnte gezeigt werden, dass es auch bei einer isolierten Infektion mit Bordetella bronchiseptica nach 28 Tagen zu einer Atrophie der Knochen in den Nasenmuscheln kommt. Besonders für Ferkel im Alter bis zu vier Wochen ist eine Bordetellose problematisch. Sie stecken sich zumeist bei der latent infizierten Muttersau an und entwickeln eine Lungenentzündung. Die Infektion wird durch eine Intensivtierhaltung begünstigt.

## Krankheitsbild
Erstes Anzeichen der Rhinitis atrophicans ist starkes Niesen, das zumeist zwischen zweiter und vierter Lebenswoche auftritt. Die Nasenschleimhaut ist mit einem hellgelben Schleim bedeckt. Bei schwerem Krankheitsverlauf kann es zu einer völligen Zerstörung der Nasenmuscheln und zu einer Störung des Wachstums der Gesichtsschädelknochen kommen. Bei chronischem Bestehen kann es zu Verformungen und Hypertrophien dieser Strukturen kommen.

## Diagnose
In ausgeprägten Fällen kann die Krankheitsdiagnose klinisch gestellt werden. Pathologisch-anatomisch werden die Veränderungen der Nasenmuscheln und Kopfknochen anhand eines Transversalschnitts diagnostiziert. Pathohistologisch lassen sich bereits bei Frühformen Veränderungen des Epithels, Hypertrophie des Endothels, Hyperplasie der Schleimhäute, Entzündungen der Knochenhaut und Zerstörung der Knorpel- und Knochenstruktur nachweisen.
Die bakteriologische Untersuchung auf Pasteurellen und Bordetellen erfolgt durch deren Anzüchtung auf Selektivnährböden. Der Toxinnachweis wird in einer Zellkultur erbracht.

## Vorbeugung und Behandlung
Im Anfangsstadium können Hygienemaßnahmen und Antibiotika Erfolg bringen, zur Prophylaxe sind Impfungen möglich. Für Schweine stehen in Deutschland mehrere Impfstoffe gegen Rhinitis atrophicans zur Verfügung. Das Präparat Porcilis AR-T DF ist seit 2000 zugelassen und enthält ein nicht mehr giftig wirkendes Derivat des Pasteurella multocida Toxins als rekombinantes Protein und inaktivierte Zellen von Bordetella bronchiseptica. Angewendet wird es bei Säuen, um ihre Ferkel vor der „Schnüffelkrankheit“ zu schützen. Es wird intramuskulär injiziert, d. h. in einen Muskel gespritzt. Ebenfalls ein Kombinationspräparat ist das seit 2010 zugelassene Rhiniseng, auch hier ist ein nicht mehr giftig wirkendes, rekombinantes Protein von P. multocida und inaktivierte Zellen von B. bronchiseptica enthalten. Porcilis AR-T DF und Rhiniseng sind in der Europäischen Union zugelassen. Auch bei dem seit 1994 in Deutschland zugelassenen Präparat Respiporc ART+EP handelt es sich um einen Kombinationsimpfstoff, neben dem Derivat des P. multocida Toxins und inaktivierten Zellen von B. bronchiseptica sind auch noch inaktivierte Zellen von P. multocida enthalten. Neben der Impfung der Muttertiere kann es auch bei Jungschweinen angewendet werden, die Immunisierung soll am 35. und 56. Lebenstag erfolgen.
Für eine Behandlung mit Antibiotika wird der Einsatz von Aminoglykosiden, Fluorchinolonen, Makroliden (z. B. Tylosin), Tetracyclinen oder der Kombination Trimethoprim und Sulfamethoxazol (auch als Cotrimoxazol bekannt) empfohlen. Allerdings ist ein Antibiogramm hilfreich, um die Wirksamkeit des Antibiotikums auf die bakteriellen Krankheitserreger vorab zu ermitteln. Bei chronischen Fällen mit Veränderungen der Nasenmuscheln und Kopfknochen ist die Behandlung aussichtslos.
Weiterhin sind eine Optimierung der Haltungsbedingungen und die sofortige Aussonderung erkrankter Tiere als Vorbeugungsmaßnahmen angebracht.